# Polo călare la Jocurile Olimpice
Polo călare a fost inclus pentru prima dată în programul olimpic la Jocurile Olimpice de vară din 1900 de la Paris, apoi de patru ori până în 1936.

## Clasament pe medalii
| Loc | Țară                             | Aur | Argint | Bronz | Total |
| --- | -------------------------------- | --- | ------ | ----- | ----- |
| 1   | Marea Britanie (GBR)             | 2   | 3      | 1     | 6     |
| 2   | Argentina (ARG)                  | 2   | 0      | 0     | 2     |
| 3   | Echipa mixtă (ZZX)               | 1   | 1      | 1     | 3     |
| 4   | Statele Unite ale Americii (USA) | 0   | 1      | 1     | 2     |
| 5   | Spania (ESP)                     | 0   | 1      | 0     | 1     |
| 6   | Mexic (MEX)                      | 0   | 0      | 2     | 2     |

## Sportivii cei mai medaliați
| Sportiv           | Țară           | Aur | Argint | Bronz | Total |
| John Wodehouse    | Marea Britanie | 1   | 1      | 0     | 2     |
| Frederick Barrett | Marea Britanie | 1   | 0      | 1     | 2     |